# Nie mam czasu na wakacje
Nie mam czasu na wakacje – singel polskich raperów Żabsona i Waimy. Singel został wydany 30 czerwca 2022.
Nagranie otrzymało w Polsce status trzykrotnie platynowej płyty.

## Geneza utworu i historia wydania
Utwór napisali i skomponowali Francis, Pedro, Mateusz Waligóra i Mateusz Zawistowski.
Singel ukazał się w formacie digital download 30 czerwca 2022 w Polsce za pośrednictwem wytwórni płytowej Internaziomale w dystrybucji Universal Music Polska.

## Teledysk
Do utworu powstał teledysk, który udostępniono 1 lipca 2022 za pośrednictwem serwisu YouTube.

## Lista utworów
- Digital download[5]

1. „Nie mam czasu na wakacje” – 3:17

## Certyfikaty
| Kraj          | Certyfikat         |
| ------------- | ------------------ |
| Polska (ZPAV) | 3x platynowa płyta |